# NGC 766
NGC 766 est une vaste galaxie elliptique située dans la constellation des Poissons. NGC 766 a été découverte par l'astronome britannique John Herschel en 1828.

## Caractéristiques
Sa vitesse par rapport au fond diffus cosmologique est de 7 523 ± 26 km/s, ce qui correspond à une distance de Hubble de 111,0 ± 7,8 Mpc (∼362 millions d'al).
En raison d'une brillance de surface égale à 14,21 mag/am2, on peut qualifier NGC 766 de galaxie à faible brillance de surface (LSB en anglais pour low surface brightness). Les galaxies LSB sont des galaxies diffuses (D) avec une brillance de surface inférieure de moins d'une magnitude à celle du ciel nocturne ambiant.